# Kurt Freund
Kurt Freund (17. ledna 1914 Chrudim – 23. října 1996 Toronto) byl československý a kanadský psychiatr a sexuolog.
Je považován za vynálezce penilní pletysmografie (PPG). V 50. letech se v Praze zabýval léčbou homosexuality a začátkem 60. let se stal odpůrcem její léčby a jeho studie přispěly k dekriminalizaci homosexuálních styků. Od roku 1968 působil v psychiatrickém institutu v kanadském Torontu, kde založil sexuologické pracoviště, které dosud nese jeho jméno. Dlouhodobě se zabýval teorií erotické preference podle pohlaví (homosexualita, heterosexualita) a věku (pedofilie, teleiofilie). Položil základy teorie sexuálního motivačního systému (SMS), která vysvětluje některé parafilie (sexuální agresivita, exhibicionismus, voyeurismus atd.) jako tzv. poruchy dvoření vrozené povahy. Jeho výzkumy a teorie se specializovaly na sexualitu mužů.
Ve své knize Homosexualita u muže (Praha 1962) Freund zahrnul identická dvojčata, která byla ve většině případu buď homosexuální či heterosexuální. Tím potvrdil geneticky zdroj homosexuality, stále kontroverzní předmět debat po celém světě.

## Mládí
Freund pocházel z německojazyčné židovské rodiny z Chrudimi v Čechách (tehdy součásti Rakouska-Uherska). Jeho rodiče Heinrich a Hella, jeho bratr Hans a další příbuzní se za druhé světové války stali oběťmi holocaustu.
Dne 13. ledna 1942 se oženil s Annou Hlounovou, českou nežidovskou klavíristkou a učitelkou hudby. V roce 1943 se s ní rozvedl, aby ji a jejich novorozenou dceru Helenu ochránil před nacistickým pronásledováním. Po válce se znovu vzali a v roce 1948 měli ještě syna Petra.

## Sexuologická kariéra
Freund je považován za prvního, kdo (v roce 1957) v sexuologické praxi použil penilní pletysmografii (PPG, měření objemových změn penisu) jako jeden z nástrojů sexuologické diagnostiky a zkoumal možnosti a omezení této metody. Zastával názor, že orientace sama o sobě je nejlépe definovatelná pomocí takto měřitelné vzrušivosti, ačkoliv identita nebo chování nemusejí být s takto definovanou orientací vždy v souladu.
V 50. letech se PPG používala k diagnostice branců, kteří kvůli homosexualitě mohli být zproštění povinné vojenské služby.
Freundův výzkumný program se zaměřoval na diagnostiku homosexuálů, pedofilů a sexuálních násilníků s cílem vyvinout vhodnější metody léčby. V 50. letech uskutečnil rozsáhlý projekt konverzní léčby, při němž se pokoušel averzní terapií měnit homosexuální orientaci na heterosexuální. Zkušenost z tohoto pokusu a objektivizace výsledků pomocí PPG mu ukázaly, že konverzní terapie je zcela neúčinná. Dokázal, že homosexuální muži, kteří následkem léčby zanechali sexuálních vztahů s muži a vstoupili do heterosexuálních svazků byli i nadále více vzrušiví vůči obrázkům mužů než žen. Freund proto odmítl soudobé psychoanalytické teorie, které mužskou homosexualitu vysvětlovali strachem ze žen nebo averzí k nim, a došel k závěru, že homosexuální muži prostě jen mají nedostatek erotického zájmu o ženy. Freundovy studie přispěly k dekriminalizaci homosexuálního styku v Československu v roce 1961 i k opuštění konverzní terapie. V Praze i později v Torontu zastával názor, že homosexuálové potřebují porozumění a akceptaci, nikoliv léčbu.
Výsledky averzivní léčby homosexuálů, kterou lékaři Freund a Srnec na pražské klinice prováděli tak, že před promítáním homosexuálních podnětů podávali pacientům emetin nebo apomorfin k vyvolání žaludeční nevolnosti, byly později s nadsázkou interpretovány tak, že pacienti zůstali homosexuální, ale zvraceli, když přišel docent Freund na vizitu.
Freund měl z Karlovy univerzity v Praze titul MUDr. V roce 1962 získal titul DrSc. V Sexuologickém ústavu Karlovy univerzity absolvoval postgraduální studium i výzkumnou i klinickou práci.
V roce 1968 Freund emigroval do Kanady. V Torontu začal působit v Clarke Institute of Psychiatry (který byl později sloučen do dnešního Centra pro závislosti a duševní zdraví), kde uskutečnil a publikoval mnoho výzkumných studií s pomocí PPG. Sexuologická laboratoř v tomto ústavu nese dosud jeho jméno.

## Závěr života
V roce 1994 u něj byla diagnostikována rakovina prostaty. Stal se členem sdružení Dying with Dignity (Důstojné umírání) Když se jeho stav v roce 1996 zhoršil, spáchal sebevraždu. Jeho tělo bylo spáleno a popel rozptýlen na trávníky Clarkova ústavu v Torontu i Psychiatrické léčebny Bohnice v Praze.

## Pokračovatelé
Freundovými hlavními pokračovateli ve Výzkumném ústavu psychiatrickém v Bohnicích (pod nějž pracoviště spadalo do roku 1985; od roku 1984 činnost připadla pod Psychiatrickou léčebnu Bohnice) byli Jaroslav Madlafousek, který zemřel v červnu 2008, a Aleš Kolářský. V Madlafouskově laboratoři v letech 1973–1980 působil také psycholog Michael Žantovský, který se později stal známým jako politik a diplomat.
V Torontu byl jeho žákem a spolupracovníkem například Ray Blanchard, kterého v roce 2008 Americká psychiatrická asociace jmenovala předsedou pracovní skupiny pro parafilie při přípravě páté revize Diagnostického a statistického manuálu (DSM-V).

## Publikace

### Knihy
- Homosexualita u muže, Praha : Státní zdravotnické nakladatelství, 1962, 274 stran, 3000 výtisků
- Die Homosexualität beim Mann, 1. vydání, Leipzig : S. Hirzel Verlag, 1963, 275 stran
- Die Homosexualität beim Mann, 2., rozšířené vydání, Leipzig : S. Hirzel Verlag, 1965, 321 stran

### Odborné články
- Freund, K., J. Diamant, and V. Pinkava. 1958. "On the validity and reliability of the phalloplethysmographic (Php) diagnosis of some sexual deviations." Rev Czech Med 4:145-51.
- Freund, K. 1963. "A Laboratory Method For Diagnosing Predominance Of Homo- Or Hetero-Erotic Interest In Male." Behav Res Ther 21:85-93.
- Freund, K. 1965. "A simple device for measuring volume changes of the male genital organ." Československá psychiatrie 61:164-6.
- Freund, K. 1967. "Diagnosing homo- or heterosexuality and erotic age-preference by means of a psychophysiological test." Behav Res Ther 5:209-28.
- Freund, K. 1974. "Male homosexuality: an analysis of the pattern." in Understanding Homosexuality: Its biological and psychological bases, edited by J. A. Lorraine. Lancaster, England: Medican and Technical Publishing Company, Inc.
- Freund, K., Langevin R., Zajac Y., Steiner B., Zahac A. 1974. Parent-child relations in transsexual and nontranssexual homosexual males. British Journal of Psychiatry Vol.124, No.598. 22-23.
- Freund, K. 1977. "Should homosexuality arouse therapeutic concern?" J Homosex 2:235-40.
- Freund, K. 1977. "Psychophysiological assessment of change in erotic preferences." Behavioral Research and Therapy 15:297-301.
- Freund, K. 1978. "A conceptual framework for the study of anomalous erotic preferences." J Sex Marital Ther 4:3-10.
- Freund, K., S. Chan, and R. Coulthard. 1979. "Phallometric diagnosis with 'nonadmitters'." Behav Res Ther 17:451-7.
- Freund, K., B. W. Steiner, and S. Chan. 1982. "Two types of cross-gender identity." Arch Sex Behav 11:49-63.
- Freund, K. and R. Blanchard. 1983. "Is the distant relationship of fathers and homosexual sons related to the sons' erotic preference for male partners, or to the sons' atypical gender identity, or to both?" J Homosex 9:7-25.
- Freund, K., H. Scher, and S. Hucker. 1983. "The courtship disorders." Arch Sex Behav 12:369-79.
- Freund, K., H. Scher, I. G. Racansky, K. Campbell, and G. Heasman. 1986. "Males disposed to commit rape." Arch Sex Behav 15:23-35.
- Freund, K. and R. Blanchard. 1986. "The concept of courtship disorder." J Sex Marital Ther 12:79-92.
- Freund, K., Watson, R. & Rienzo, D. (1987). A comparison of sex offenders against male and female minors. Journal of Sex & Marital Therapy, 13, 260-264.
- Freund, K., Watson, R. & Rienzo, D. (1988). Signs of feigning in the phallometric test. Behaviour Research & Therapy, 26, 105-112.
- Freund, K., Watson, R. & Rienzo, D. (1988). The value of self-reports in the study of voyeurism and exhibitionism. Annals of Sex Research, 1, 243-262.
- Freund, K., Watson, R. & Rienzo, D. (1989). Heterosexuality, homosexuality, and erotic age preference. The Journal of Sex Research, 26, 107-117.
- Freund, K. & Watson, R. (1990). Mapping the boundaries of courtship disorder. Journal of Sex Research, 27, 589-606.
- Freund, K., Watson, R. & Dickey, R. (1990). Does sexual abuse in childhood causes pedophilia? An exploratory study. Archives of Sexual Behavior, 19, 557-568.
- Freund, K. & Watson, R. (1991). Assessment of the sensitivity and specificity of a phallometric test: An update of "Phallometric diagnosis of pedophilia". Psychological Assessment, 3, 254-260.
- Freund, K., Watson, R., Dickey, R., & Rienzo, D. (1991). Erotic gender differentiation in pedophilia. Archives of Sexual Behavior, 20, 555-566.
- Freund, K., Watson, R. & Dickey, R. (1991). Sex offenses against female children perpetrated by men who are not pedophiles. Journal of Sex Research, 28, 409-423.
- Freund, K., Watson, R., & Dickey, R. (1991). The types of heterosexual gender identity disorder. Annals of Sex Research, 4, 93-105.
- Freund, K. & Watson, R.J. (1992). The proportions of heterosexual and homosexual pedophiles among sex offenders against children. Journal of Sex & Marital Therapy, 18, 34-43.
- Freund, K. & Watson, R.J. (1993). Gender identity disorder and courtship disorder. Archives of Sexual Behavior, 22, 13-21.
- Freund, K. and M. Kuban. 1993. "Toward a testable developmental model of pedophilia: the development of erotic age preference." Child Abuse Negl 17:315-24.